# Анкета
Анкета (від фр. enquete) — структурно організований набір запитань, кожне з яких логічно пов'язане з основною метою дослідження, отримання інформації відбувається шляхом опитування респондентів.
Використовується при проведенні соціологічних, політичних, психологічних, маркетингових досліджень для оцінки поточної ситуації або визначення перспектив розвитку досліджуваних процесів.

## Структура
Наукова якість, отриманої методом анкетування, інформації залежить, значною мірою, від того, яким чином скомпонована або структурована анкета, чи містить вона в собі всі невід’ємні складові, чи має певну логічну схему і послідовність її запитань. Побудова анкети повинна складатися з чотирьох частин:
- Вступна

У першій частині анкети пояснюється мета дослідження, гарантується анонімність відповідей, дається інструкція щодо заповнення, підкреслюються важливість та цінність відповідей респондента.
- Демографічна

В цій частині фіксуються вікові, статеві, етнічні, соціально-статусні, професійні, освітні, сімейно-шлюбні, соціально-поселенські та інші ознаки респондента. 
- Основна

Складається з набору запитань, відповіді на які передбачають виконання завдань дослідження. Ця частина анкети за змістом найбільш вагома та складна. Запитання повинні враховувати психологічні особливості респондентів. Запитання складають блоками, у чіткій логічній послідовності. Головна мета запитань анкети полягає в тому, щоб зацікавити респондента, включити його поступово в процес співпраці з анкетою. Далі пропонуються запитання складніші, які виявляють соціальні установки та орієнтації респондента, оцінки та судження, які мають прямий стосунок до основної теми дослідження. У заключній частині тексту анкети пропонуються найбільш інтимні та різного характеру контрольні запитання, мета яких — поглибити та уточнити інформацію, яка була отримана у відповідях на попередні запитання.
- Завершальна

Остання частина анкети передбачає подяку респондентам та, можливим є, побажання на майбутнє.

## Оформлення
Суттєве значення має і зовнішній вигляд анкети. Анкета сприятливо впливає на респондента в тому випадку, коли в поліграфічному відношенні вона виконана якісно.
Сірий папір, невиразний шрифт підсвідомо відштовхують респондента, а якщо в анкеті траплятимуться граматичні чи стилістичні помилки, значна частина опитуваних іронічно й зневажливо поставиться до заповнення анкети.
В анкеті мають бути абзаци, курсиви, тобто підкреслення особливо важливих її моментів, інтервали і відступи між запитаннями і варіантами відповідей. Тексти запитань і тексти варіантів відповідей повинні мати різний шрифт (жирний в текстах запитань і звичний в текстах відповідей).
Значну роль у графічному оформленні відіграють ілюстративні матеріали, вказівні стрілки. Вони знімають втому, пояснюють зміст запитання, вказують на перехід до нової теми тощо.
Важливим також є наявність (в дужках після тих чи інших запитань) різного роду інструктивних вказівок та орієнтирів. Наприклад, «Можете підкреслити кілька варіантів відповіді», «Підкресліть один варіант відповіді», «Всі, хто підкреслив варіант 2 попереднього запитання, переходять до 26 запитання» та ін.).
Нумерація запитань і варіантів відповідей повинна бути в єдиній цифровій системі. Недоречним буде нумерацію запитань робити римськими цифрами, а нумерацію варіантів відповідей — арабськими чи навпаки, або замість цифрової нумерації застосовувати нумерацію літерами.

## Види запитань в анкетах
1. За змістом:
- особистісні (стать, вік, професія, освіта і тд);
- про факти свідомості (думки, враження, судження, мотиви і тд);
- про факти поведінки (результати діяльності, вчинки, дії і тд).

2. За формою відповідей:
- закриті (містять повний набір можливих варіантів відповіді):
  - дихотомічні (відповіді так/ні)
  - поліваріативні (є декілька варіантів відповіді)
  - шкальні (наприклад, повністю згоден/згоден/частково згоден/не згоден)
  - табличні
- напівзакриті (містять певні варіанти відповіді, але можна також внести власну);
- відкриті (передбачають самостійну та розгорнуту відповідь респондентів).

3. За сформованістю запитання:
- прямі (спрямовані на безпосереднє та відкрите отримання інформації від респондентів);
- непрямі (пов'язані з використанням якоїсь уявної ситуації, яка дозволить приховано дізнатись певну інформацію)

4. За функціями:
- інформаційні (основні);
- фільтри (використовують у випадку, якщо потрібно зібрати інформацію не від усіх респондентів, а від певної категорії);
- контрольні (дають можливість уточнити правильність відповіді респондента).

## Вимоги до складання анкет
- Запитання має відповідати темі та завданням дослідження;
- Формулювання запитання повинне бути однозначним;
- Запитання повинні бути зрозумілими людям, для яких призначена анкета. Повинні враховуватись усі особливості досліджуваного об’єкта, тобто сукупності респондентів за їхніми демографічними, соціально-статусними, культурними, психологічними ознаками, а також соціального середовища і ситуацій, в яких вони перебувають. Врахування цих особливостей позначається на обсязі анкети, на ступені її складнощі, мові та самій тональності;
- Запитання повинні ставитися нейтрально. Не допускається, щоб у формулюванні запитання проглядалося ставлення дослідників до предмета опитування;
- Запитання не повинні бути множинними, тобто не повинні містити в собі кілька запитань;

- Наявність розгорнутої програми дослідження або як мінімум чітких уявлень про ціль, завдання та предмет дослідження. Саме програма окреслює коло запитань, отримавши відповіді на які можна вирішити завдання дослідження;
- Незалежність і неупередженість запитань. Вони мають бути сформульовані так, аби явно чи приховано не підштовхувати респондента до певної відповіді;
- Максимальна простота, лаконічність і зрозумілість запитань. Бажано не використовувати складні речення, заплутані, двозначні і загальні формулювання;[1]
- необхідність складання анкети в два етапи: попередній (апріорний) і кінцевий (апостеріорний).

На першому етапі запитання анкети формулюється на основі попередніх (гіпотетичних) знань та уявлень про предмет дослідження й пов’язані з його станом проблеми. Другий етап – внесення змін та додаткових запитань в анкету на підставі проведених пілотажних опитувань. Це дає змогу: 
- включати в інформаційний простір закритих запитань нових, раніше непередбачених варіантів відповідей;
- вилучати чи переформульовувати «непрацюючі» запитання;
- додавати нові запитання;
- вносити зміни в саму програму дослідження і, отже, суттєво переробляти анкету.[2]